# Compañía General de Tabacos de Filipinas

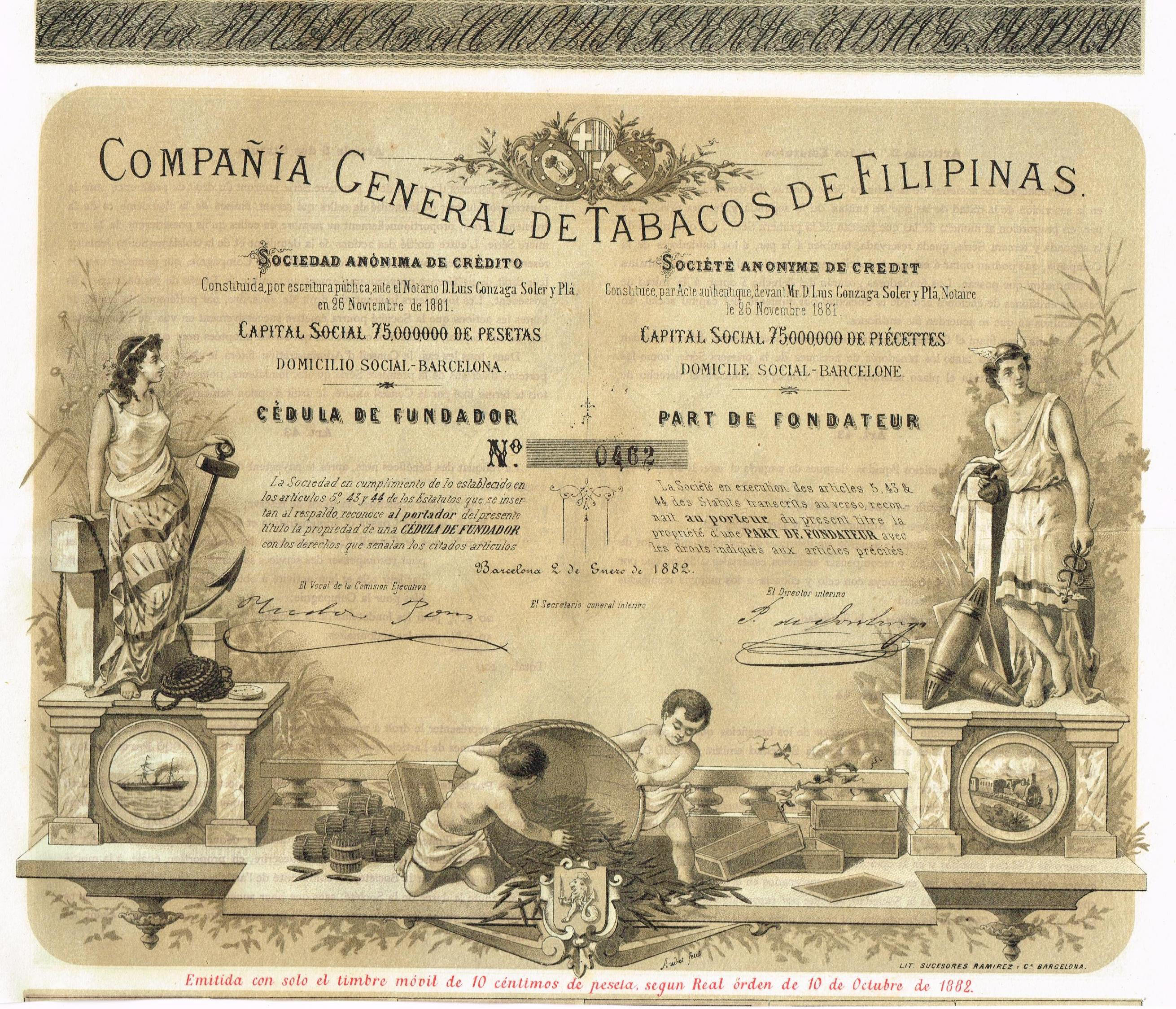
Gründeranteil der Compañía General de Tabacos de Filipinas vom 2. Januar 1882

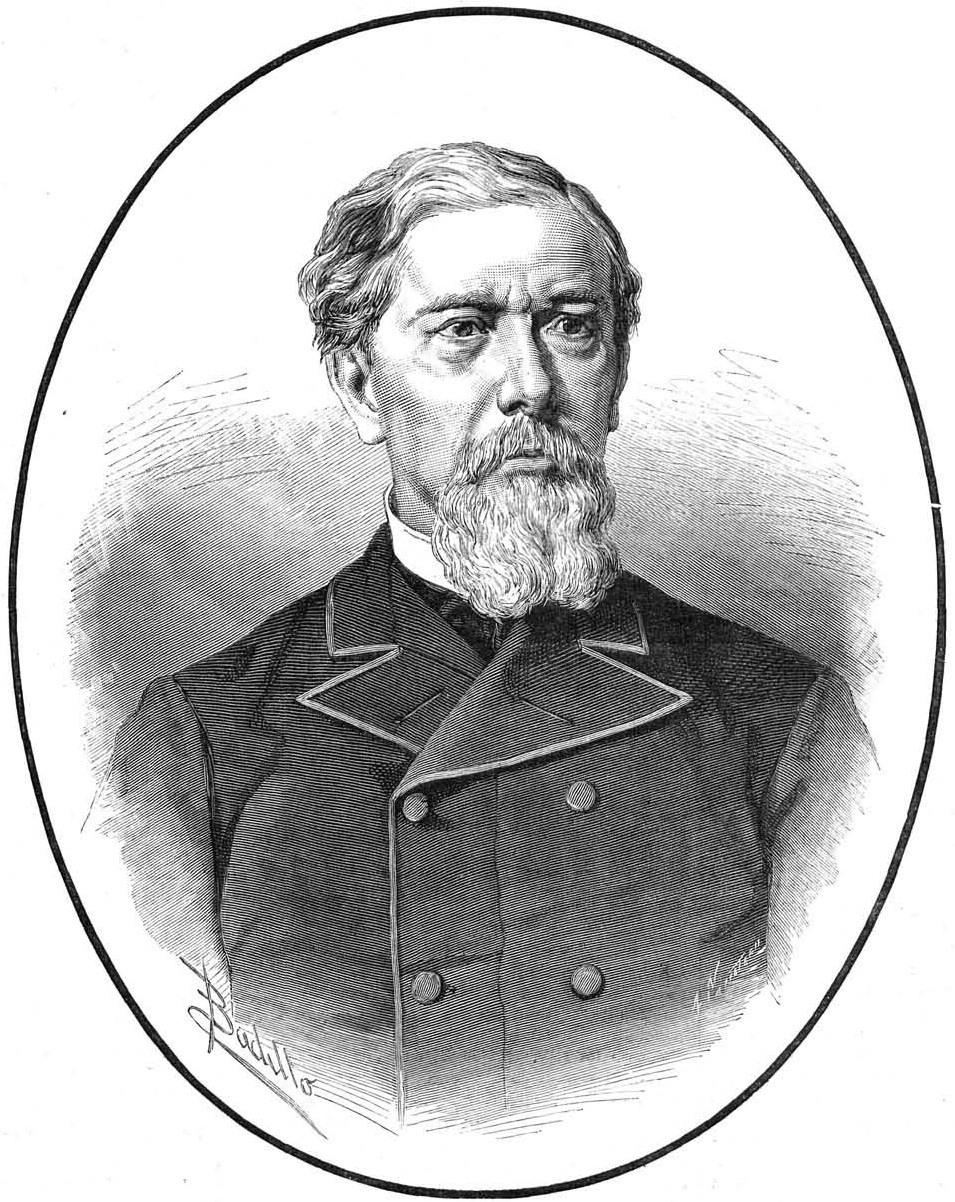
Antonio López y López, Gründer der Compañia General de Tabacos de Filipinas

Die Compañía General de Tabacos de Filipinas, S.A. (General Tobacco Company of the Philippines, abgekürzt CdF), auch bekannt als Compañía Española de Tabacos de Filipinas, ist Philippiniens erste private Tabakfirma. Gegründet wurde sie von Antonio López y López in Barcelona 1881, der Firmensitz befindet sich in Manila. In Spanien ist die Firma als „Tabacos de Filipinas“ und in den Philippinen als „La Tabacalera“ bekannt.
Obwohl die Firma heute auf den Tabakhandel spezialisiert ist, war sie früher auch in anderen Bereichen tätig. Sie hatte unter anderem eine Schifffahrtslinie und gründete Firmen für den Anbau, Einkauf, Produktion und Verkauf von philippinischem Tabak bzw. Tabakprodukten.
Das Unternehmen schrumpfte zwischen 1950 und 2000 in großem Umfang. In dieser Zeit wurden bis auf den Tabakhandel alle anderen Aktivitäten verkauft. 2007 entstand durch die Fusion mit der niederländischen Tabakhandelsfirma Lippoel Leaf die CdF International Group, und 2011 fusionierte CdF mit der amerikanischen Tabakhandelsfirma Hail & Cotton,  wobei die Tabacos de Filipinas weiterhin als philippinisches Tochterunternehmen existiert.

## Aktivitäten
- Beschaffung, Verarbeitung und Verkauf von Tabak, sowohl als Fertigprodukt als auch als Rohware
- Schifffahrtsgesellschaft für den Warenimport, deren Verarbeitung und Handel
- Ab 1892 betrieb sie auch eine große Forstwirtschaft
- Ab 1893 kam der Handel mit Zucker und Alkohol dazu
- Handel mit Kopra (getrocknetes Kernfleisch von Kokosnüssen), daraus wurde ein Fett gewonnen, welches in der Produktion von Seife verwendet wurde
- Handel mit Abacà – auch Manila- oder Bananenhanf genannt (sieht der Banane ähnlich) kam hinzu. Daraus gewann man eine sehr elastische Faser, welche nach Befeuchtung mit Salzwasser resistenter als Hanf wurde
- Ein weiteres Produkt war der „Maguey“ (Agave) – praktisch gleich genutzt wie der „Abacà“

Ganz nebenbei kamen auch andere Aktivitäten dazu:
- Ein Stromnetz für die Stadt Manila oder die Tramlinie in derselben Stadt

## Märkte
Die Firma operierte in folgenden Märkten:
- Auf der Iberischen Halbinsel
- In Europa: Handel mit Großbritannien, Deutschland, den Niederlanden und Portugal
- Der philippinische Markt, Asien und Ozeanien

## Weiterführende Literatur
- Emili Giralt i Raventós, La Compañía General de Tabacos de Filipinas 1881–1981. Barcelona. 1981.